# Discografia de Radiohead
Esta é a discografia completa dos Radiohead, uma banda inglesa de rock alternativo. Os Radiohead lançaram nove álbuns de estúdio, quatorze EPs, cinco álbuns de vídeo, duas compilações, quarenta e cinco singles (incluindo doze singles promocionais) e quarenta e oito musicais. A banda vendeu mais de 30 milhões de álbuns em todo o mundo.

## Álbuns de estúdio
| Ano                                             | Detalhes do álbum                                                                                           | Posições nos tops | Posições nos tops | Posições nos tops | Posições nos tops | Posições nos tops | Posições nos tops | Posições nos tops | Posições nos tops | Posições nos tops | Posições nos tops | Posições nos tops | Posições nos tops | Posições nos tops | Posições nos tops | Posições nos tops | Posições nos tops | Posições nos tops | Posições nos tops | Posições nos tops | Posições nos tops | Posições nos tops | Certificações                                                                       |
| Ano                                             | Detalhes do álbum                                                                                           | R.U.              | EUA               | AUS               | AUT               | BEL               | BEL               | CAN               | DIN               | FIN               | FRA               | ALE               | IRE               | ITA               | MEX               | HOL               | NOR               | NZL               | POR               | ESP               | SUE               | SUI               | Certificações                                                                       |
| ----------------------------------------------- | --- | ----------------- | ----------------- | ----------------- | ----------------- | ----------------- | ----------------- | ----------------- | ----------------- | ----------------- | ----------------- | ----------------- | ----------------- | ----------------- | ----------------- | ----------------- | ----------------- | ----------------- | ----------------- | ----------------- | ----------------- | ----------------- | ----------------------------------------------------------------------------------- |
| 1993                                            | Pablo Honey - Lançado a: 22 de Fevereiro de 1993 - Editora: EMI[I] - Formato: CD, CS, LP                    | 22                | 32                | 86                | —                 | 38                | 28                | —                 | —                 | —                 | 108               | —                 | —                 | —                 | —                 | 61                | —                 | 44                | —                 | —                 | 56                | 91                | - : 2× Platina - : Platina - : Ouro - : 2× Platina                                  |
| 1995                                            | The Bends - Lançado a: 13 de Março de 1995 - Editora: EMI - Formato: CD, CS, LP, MD                         | 4                 | 88                | 23                | 37                | 8                 | 26                | —                 | —                 | —                 | —                 | 73                | 35                | —                 | —                 | 20                | 32                | 8                 | —                 | —                 | 26                | —                 | - : 4× Platina - : Platina - : 3× Platina - : Platina                               |
| 1997                                            | OK Computer - Lançado a: 16 de Junho de 1997 - Editora: EMI - Formato: CD, CS, LP, MD                       | 1                 | 21                | 7                 | 17                | 1                 | 3                 | 3                 | —                 | 10                | 3                 | 27                | 26                | 6                 | —                 | 2                 | 4                 | 1                 | —                 | 42                | 3                 | 40                | - : 5× Platina - : 2× Platina - : Platina - : 3× Platina - : 3× Platina - : 2× Ouro |
| 2000                                            | Kid A - Lançado a: 2 de Outubro de 2000 - Editora: EMI - Formato: CD, CS, LP                                | 1                 | 1                 | 2                 | 5                 | 3                 | 4                 | 1                 | —                 | 2                 | 1                 | 4                 | 1                 | 3                 | —                 | 4                 | 2                 | 1                 | —                 | —                 | 3                 | 8                 | - : Platina - : Platina - : Platina - : Platina                                     |
| 2001                                            | Amnesiac - Lançado: 4 de Junho de 2001 - Editora: EMI - Formato: CD, CS, LP                                 | 1                 | 2                 | 2                 | 1                 | 4                 | 3                 | 1                 | 2                 | 1                 | 2                 | 2                 | 1                 | 2                 | —                 | 3                 | 1                 | 1                 | —                 | —                 | 4                 | 6                 | - : Platina - : Ouro - : Ouro - : Platina - : Ouro                                  |
| 2003                                            | Hail to the Thief - Lançado: 9 de Junho de 2003 - Editora: EMI - Formato: CD, CS, LP                        | 1                 | 3                 | 2                 | 6                 | 2                 | 1                 | 1                 | 2                 | 2                 | 1                 | 3                 | 1                 | 3                 | —                 | 4                 | 2                 | 3                 | 2                 | —                 | 6                 | 3                 | - : Platina - : Ouro - : Ouro - : Platina - : Ouro                                  |
| 2007                                            | In Rainbows - Lançado: 10 de Outubro de 2007 - Editora: Xurbia Xendless, XL - Formato: CD, LP               | 1                 | 1                 | 2                 | 12                | 2                 | 5                 | 1                 | 7                 | 2                 | 1                 | 8                 | 1                 | 7                 | 50                | 7                 | 6                 | 2                 | —                 | 19                | 6                 | 2                 | - : Ouro - : Ouro - : Platina                                                       |
| 2011                                            | The King of Limbs - Lançado: 18 de fevereiro de 2011 - Editora: Ticker Tape, XL - Formato: Download, CD, LP | 7                 | 3                 | 2                 | —                 | 7                 | 22                | 5                 | —                 | —                 | 8                 | 13                | 7                 | —                 | —                 | 3                 | —                 | —                 | —                 | —                 | —                 | —                 | - : Ouro - : Ouro                                                                   |
| 2016                                            | A Moon Shaped Pool - Lançado: 8 de maio de 2016 - Editora: XL - Formato: Download, CD, LP                   | 1                 | 3                 | 2                 | 4                 | 1                 | 4                 | 2                 | —                 | 3                 | 5                 | 3                 | 1                 | 2                 | —                 | —                 | 1                 | 2                 | 1                 | 6                 | 3                 | 1                 | - : Ouro - : Ouro - : Ouro - : Ouro - : Ouro                                        |
| "—" nota lançamentos que não entraram nos tops. | |                   |                   |                   |                   |                   |                   |                   |                   |                   |                   |                   |                   |                   |                   |                   |                   |                   |                   |                   |                   |                   |                                                                                     |

↑  I Radiohead tinha contrato com as editoras Parlophone (no Reino Unido) e Capitol Records (nos Estados Unidos), subsidiárias da EMI.

↑  II In Rainbows foi originalmente lançado como um download digital em que os compradores poderiam escolher o preço que pretendiam pagar.

## Colecções

### Colecções vídeo
- Live at the Astoria (1995, VHS/2005, DVD)
- 7 Television Commercials (1998, VHS/DVD)
- Meeting People Is Easy (1999, VHS/DVD)
- The Most Gigantic Lying Mouth Of All Time (2004, DVD)
- In Rainbows - From the Basement (2008, download digital na iTunes Store)

### Compilações
- Radiohead Box Set (2007, EMI)
- Radiohead: The Best of (2008, EMI)

## EPs
| Título                            | Ano  | Top musical | Top musical |
| Título                            | Ano  | R.U.        | E.U.A.      |
| --------------------------------- | ---- | ----------- | ----------- |
| Manic Hedgehog                    | 1991 |             |             |
| Drill                             | 1992 | 101         |             |
| Itch                              | 1994 |             |             |
| My Iron Lung                      | 1994 |             |             |
| No Surprises/Running from Demons  | 1997 |             |             |
| Airbag/How Am I Driving?          | 1998 |             | 56          |
| I Might Be Wrong: Live Recordings | 2001 | 22          | 44          |
| COM LAG (2plus2isfive)            | 2004 | 37          |             |

| Título              | Ano  | Notas         |
| ------------------- | ---- | ------------- |
| Live Au Forum       | 1995 | França        |
| Live à l'Astoria    | 1995 | França        |
| Just for College EP | 1995 | E.U.A.        |
| The Bends Pinkpop   | 1996 | Países Baixos |
| College Karma EP    | 1998 | E.U.A.        |
| Amnesiac College EP | 2001 | E.U.A.        |

## Singles
| Ano  | Título                          | Top musical | Top musical | Top musical | Top musical  | Top musical | Top musical | Álbum              |
| Ano  | Título                          | R.U.        | EUA         | EUA Pop     | EUA Mod[III] | AUS         | HOL         | Álbum              |
| ---- | ------------------------------- | ----------- | ----------- | ----------- | ------------ | ----------- | ----------- | ------------------ |
| 1992 | "Creep"[III]                    | 7           | 34          | 39          | 2            | 6           | 13          | Pablo Honey        |
| 1993 | "Anyone Can Play Guitar"        | 32          | —           | —           | —            | —           | —           | Pablo Honey        |
| 1993 | "Pop Is Dead"                   | 42          | —           | —           | —            | —           | —           | —                  |
| 1993 | "Stop Whispering"               | —           | —           | —           | 23           | —           | —           | Pablo Honey        |
| 1994 | "My Iron Lung"                  | 24          | —           | —           | —            | —           | —           | The Bends          |
| 1995 | "High and Dry"                  | 17          | 78          | —           | 18           | —           | —           | The Bends          |
| 1995 | "Fake Plastic Trees"            | 20          | —           | —           | 11           | —           | —           | The Bends          |
| 1995 | "Just"                          | 19          | —           | —           | 37           | —           | —           | The Bends          |
| 1996 | "Street Spirit (Fade Out)"      | 5           | —           | —           | —            | —           | 26          | The Bends          |
| 1997 | "Paranoid Android"              | 3           | —           | —           | —            | 29          | 61          | OK Computer        |
| 1997 | "Karma Police"                  | 8           | —           | —           | 14           | —           | 50          | OK Computer        |
| 1998 | "No Surprises"                  | 4           | —           | —           | —            | 47          | 58          | OK Computer        |
| 2001 | "Pyramid Song"                  | 5           | —           | —           | —            | 25          | 23          | Amnesiac           |
| 2001 | "Knives Out"                    | 13          | —           | —           | —            | —           | 63          | Amnesiac           |
| 2001 | "I Might Be Wrong"              | —           | —           | —           | 27           | —           | —           | Amnesiac           |
| 2003 | "There There"                   | 4           | —           | —           | 14           | 28          | 48          | Hail to the Thief  |
| 2003 | "Go to Sleep"                   | 12          | —           | —           | 32           | 39          | 55          | Hail to the Thief  |
| 2003 | "2 + 2 = 5"                     | 15          | —           | —           | —            | 54          | 99          | Hail to the Thief  |
| 2008 | "Jigsaw Falling into Place"     | 30          | —           | —           | —            | —           | —           | In Rainbows        |
| 2008 | "Nude"                          | 21          | 37          | 35          | —            | —           | 8           | In Rainbows        |
| 2008 | "Reckoner"                      | 74          | 121         | —           | —            | —           | —           | In Rainbows        |
| 2009 | "Harry Patch (In Memory Of)"    | —           | —           | —           | —            | —           | —           | Sem álbum          |
| 2009 | "These Are My Twisted Words"    | —           | —           | —           | —            | —           | —           | Sem álbum          |
| 2011 | "Supercollider" / "The Butcher" | —           | —           | —           | —            | —           | —           | Sem álbum          |
| 2011 | "The Daily Mail" / "Staircase"  | 71          | —           | —           | —            | —           | —           | Sem álbum          |
| 2016 | "Burn the Witch"                | 64          | —           | —           | —            | 63          | —           | A Moon Shaped Pool |
| 2016 | "Daydreaming"                   | 74          | —           | —           | —            | 73          | —           | A Moon Shaped Pool |

↑ III "Creep" reentrou no top UK Singles no número 25 em 2008 após o lançamento de Radiohead: The Best Of e subsequente lançamento do catálogo anterior da banda na iTunes Store.

## Videoclipes
| Ano  | Título                                               | Realizador                     |
| ---- | ---------------------------------------------------- | ------------------------------ |
| 1993 | "Creep"                                              | Brett Turnbull                 |
| 1993 | "Anyone Can Play Guitar"                             | Dwight Clarke                  |
| 1993 | "Pop Is Dead"                                        | Dwight Clarke                  |
| 1993 | "Creep"[VI]                                          | Corrine Day                    |
| 1993 | "Stop Whispering"                                    | Jeff Plansker                  |
| 1994 | "My Iron Lung" (Live)                                | Brett Turnbull                 |
| 1995 | "High and Dry" (R.U.)                                | David Mould                    |
| 1995 | "Fake Plastic Trees"                                 | Jake Scott                     |
| 1995 | "Just"                                               | Jamie Thraves                  |
| 1995 | "Lucky"                                              | Sem realizador                 |
| 1996 | "High and Dry" (E.U.A.)                              | Paul Cunningham                |
| 1996 | "Street Spirit"                                      | Jonathan Glazer                |
| 1997 | "Paranoid Android"                                   | Magnus Carlsson                |
| 1997 | "Fitter, happier"                                    | Jonathan Glazer                |
| 1997 | "Karma Police"                                       | Jonathan Glazer                |
| 1997 | "No Surprises"                                       | Grant Gee                      |
| 1998 | "Let down" (não lançado)                             | Simon Hilton                   |
| 1999 | "Toilet trouble"                                     | Grant Gee                      |
| 1999 | "Palo Alto"                                          | Grant Gee                      |
| 2000 | "Idioteque" (ao vivo)                                | Chris Bran                     |
| 2000 | "Everything in its right place"                      | Chris Bran e Shynola e Stanley |
| 2000 | "Greenchildren"                                      | Chris Bran e Shynola e Stanley |
| 2000 | "How to Disappear Completely"                        | Chris Bran e Shynola e Stanley |
| 2000 | "Idioteque"                                          | Chris Bran e Shynola e Stanley |
| 2000 | "In Limbo"                                           | Chris Bran e Shynola e Stanley |
| 2000 | "Kid A"                                              | Chris Bran e Shynola e Stanley |
| 2000 | "Morning Bell"                                       | Chris Bran e Shynola e Stanley |
| 2000 | "Motion Picture Soundtrack"                          | Chris Bran e Shynola e Stanley |
| 2000 | "The National Anthem"                                | Chris Bran e Shynola e Stanley |
| 2000 | "Optimistic"                                         | Chris Bran e Shynola e Stanley |
| 2000 | "Treefingers"                                        | Chris Bran e Shynola e Stanley |
| 2000 | "Idioteque"                                          | Grant Gee                      |
| 2001 | "Motion Picture Soundtrack"                          | Stanley e Shynola              |
| 2001 | "Pyramid Song"                                       | Shynola                        |
| 2001 | "Knives Out"                                         | Michel Gondry                  |
| 2001 | "I Might Be Wrong" (apenas Internet)                 | Chris Bran                     |
| 2001 | "How to Disappear Completely"                        | Sem realizador                 |
| 2001 | "I Might Be Wrong"                                   | Sophie Muller                  |
| 2002 | "Pulk/Pull Revolving Doors and Like Spinning Plates" | Johnny Hardstaff               |
| 2003 | "Go to Sleep"                                        | Alex Rutterford                |
| 2003 | "Sit Down, Stand Up"                                 | Ed Holdsworth                  |
| 2003 | "There There"                                        | Chris Hopewell                 |
| 2003 | "2 + 2 = 5" (ao vivo)                                | Ed Holdsworth                  |
| 2007 | "Jigsaw Falling into Place"                          | Adam Buxton e Garth Jennings   |
| 2008 | "Nude"                                               | Adam Buxton e Garth Jennings   |
| 2008 | "All I Need"[VII]                                    | John Seale e Steve Rogers      |
| 2008 | "House of Cards"                                     | James Frost                    |
| 2008 | "Reckoner"                                           | Clement Picon                  |
| 2008 | "Weird Fishes"                                       | Tobias Stretch                 |
| 2008 | "Videotape"                                          | Wolfgang Jaiser e Claus Winter |
| 2008 | "15 Step"                                            | Kota Totori                    |
| 2011 | "Lotus Flower"                                       | Garth Jennings                 |

↑ VI A versão MTV Beach House de "Creep" foi mostrada na MTV americana, em vez do promo normal.

↑ VII "All I Need" foi utilizada para promover uma campanha anti-tráfico humano na Ásia da MTV EXIT.